# Stanisław Olecki
Stanisław Olecki (ur. 26 maja 1929 w Rempinie, zm. 16 kwietnia 2020 w Płocku) – polski polityk, poseł na Sejm PRL VIII kadencji.

## Życiorys
Był synem Damazego i Józefy. Uzyskał tytuł zawodowy magistra ekonomii. W 1952 wstąpił do Polskiej Zjednoczonej Partii Robotniczej. W 1953 i 1957 był członkiem Komitetu Powiatowego partii w Sierpcu, a w latach 1960–1963 starszym instruktorem do spraw oświaty i kultury w Komitecie Miejskim i Powiatowym PZPR w Płocku. W 1966 skończył Wyższą Szkołę Nauk Społecznych przy KC PZPR. Od 1970 do 1986 pełnił funkcję dyrektora Zespołu Szkół Zawodowych w Płocku, w latach 1963–1991 był nauczycielem w Zespole Szkół Ekonomicznych w Płocku. Radny Wojewódzkiej Rady Narodowej w Płocku. W 1981 uzyskał mandat posła na Sejm PRL VIII kadencji w okręgu Płock. Zasiadał w Komisji Administracji, Gospodarki Terenowej i Ochrony Środowiska, Komisji Oświaty i Wychowania, Komisji Kultury oraz w Komisji Administracji, Gospodarki Przestrzennej i Ochrony Środowiska.